# Всеросійське товариство цукрозаводчиків
Загальноросійське товариство цукрозаводчиків — монополістичний союз цукропромислової буржуазії, що діяв як представницька організація. Засноване 1897, товариство увінчувало організаційну піраміду впливової галузевої буржуазії. Воно створювалося як організація, що мала дбати про загальні інтереси всіх цукрозаводчиків, сприяти прогресові цукробурякової галузі.  Товариство здійснювало свою діяльність у сфері нормування виробництва, забезпеченням ринків збуту, науковими дослідженнями, впливом на зміст державного регулювання цукрової промисловості, яке поширилося не лише на збут, а й на виробництво цукру та його експорт. 
Ініціатором створення, незмінним головою правління товариства, провідником між ним і урядом став граф А. Бобринський (див. Бобринські). До правління входили П. Харитоненко (див. Харитоненки), Б. Ханенко (див. Ханенки), Л. Бродський (див. Бродські), М. Балашов (член Держ. ради), О. Браницький, кн. М. Щербатов, І. Бліох, М. Хряков (голова Київського біржового комітету), Г. Щеніовський, К. Фішман та ін. (всього 25 найвпливовіших представників цукрової галузі). Товариство на першому засіданні (серпень 1897 року) представляло інтереси 127 промисловців від 189 заводів. На черговому щорічному з'їзді 1901 воно налічувало 152 особи від 232 заводів. До товариства входило 148 заводів, розташованих в українських губерніях.
Великий влив на діяльність союзу мали відомі меценати Терещенко, Бродський, Ханенко
Загальноросійське товариство цукрозаводчиків було засновником Миронівської дослідницької станції, яка провадила дослідження у галузі вирощування цукрового буряку.